# Автоматический револьвер
Автоматический револьвер — тип револьвера, в котором действие механизма происходит за счет использования энергии выстрела. Как правило, автоматизируется поворот барабана и взвод ударно-спускового механизма.
Автоматические револьверы, как ручное оружие, не показали каких-либо решающих преимуществ ни перед обычными револьверами, ни перед самозарядными пистолетами. Известные системы, воплощенные в металле, немногочисленны и никогда не использовались массово. При этом сам принцип револьверного заряжания нашел применение в некоторых скорострельных пушках малого калибра, например, Р-23.

## Список автоматических револьверов
- Автоматический револьвер Ландстада — запатентован в Норвегии в 1899 году. Его барабан имеет только две каморы — верхнюю и нижнюю. Продольно скользящий затвор досылает патрон из коробчатого магазина в рукоятке в нижнюю камору, при нажатии на спуск барабан поворачивается на 180° и происходит выстрел из верхней каморы. Затвор под действием импульса отдачи движется назад, выбрасывает гильзу из верхней каморы и заряжает нижнюю. Таким образом, в отличие от других систем, в этом оружии автоматически выполнялся полный цикл заряжания, включая экстракцию гильзы. Револьвер Ландстада испытывался, но на вооружение в производство не попал.[1][2]
- Автоматический револьвер Webley-Fosbery — под действием отдачи движется вся верхняя часть рамы с барабаном и стволом, при этом поворачивается барабан и взводится курок. Единственная система, состоявшая на вооружении (в британских ВВС во время Первой мировой войны).
- Mateba Autorevolver — один из немногих револьверов, в которых выстрел происходит не из верхней, а из нижней каморы. Револьвер выпускается ограниченными сериями в Италии с конца 1980-х годов. Принцип действия в основном такой же, как у Webley-Fosbery. Револьвер шестизарядный, изготавливается в трех калибрах — .357 Magnum, .44 Magnum и .454 Casull.

## Галерея
- Автоматический револьвер Mateba